# Сейлем (Іллінойс)
Сейлем (англ. Salem) — місто (англ. city) в США, в окрузі Меріон штату Іллінойс. Населення — 7282 особи (2020).

## Географія
Сейлем розташований за координатами 38°37′40″ пн. ш. 88°57′27″ зх. д. / 38.62778° пн. ш. 88.95750° зх. д. (38.627727, -88.957592). За даними Бюро перепису населення США в 2010 році місто мало площу 18,38 км², з яких 17,98 км² — суходіл та 0,41 км² — водойми.

## Демографія
Згідно з переписом 2010 року, у місті мешкало 7485 осіб у 3125 домогосподарствах у складі 1975 родин. Густота населення становила 407 осіб/км². Було 3431 помешкання (187/км²).
Расовий склад населення:
| - 95,9 % — білих - 1,1 % — чорних або афроамериканців - 1,1 % — азіатів - 0,2 % — корінних американців |

До двох чи більше рас належало 1,3 %. Частка іспаномовних становила 1,3 % від усіх жителів.
За віковим діапазоном населення розподілялося таким чином: 23,7 % — особи молодші 18 років, 57,3 % — особи у віці 18—64 років, 19,0 % — особи у віці 65 років та старші. Медіана віку мешканця становила 39,5 року. На 100 осіб жіночої статі у місті припадало 92,2 чоловіків; на 100 жінок у віці від 18 років та старших — 89,7 чоловіків також старших 18 років.
Середній дохід на одне домашнє господарство становив 48 237 доларів США (медіана — 37 972), а середній дохід на одну сім'ю — 56 920 доларів (медіана — 50 233). Медіана доходів становила 40 833 долари для чоловіків та 30 855 доларів для жінок. За межею бідності перебувало 20,0 % осіб, у тому числі 36,9 % дітей у віці до 18 років та 10,7 % осіб у віці 65 років та старших.
Цивільне працевлаштоване населення становило 3102 особи. Основні галузі зайнятості: освіта, охорона здоров'я та соціальна допомога — 24,8 %, виробництво — 23,9 %, мистецтво, розваги та відпочинок — 10,5 %, роздрібна торгівля — 9,6 %.

## Відомі мешканці та уродженці
- Вільям Дженнінгс Браян (1869—1925) — юрист і політик-демократ, кандидат на посаду президента США у 1896, 1900 і 1908. Державний секретар США при президенті Вудро Вільсоні (1913–1915).